# Hypodoxa calliglauca
Hypodoxa calliglauca är en fjärilsart som beskrevs av Turner 1926. Hypodoxa calliglauca ingår i släktet Hypodoxa och familjen mätare. Inga underarter finns listade i Catalogue of Life.